# 10. SS-Panzer-Division "Frundsberg"
La 10. SS-Panzer-Division "Frundsberg" fu costituita nel gennaio 1943, parallelamente alla divisione gemella "Hohenstaufen", e venne trasferita nel sud della Francia per iniziare l'addestramento. Prese il nome dal condottiero bavarese comandante di lanzichenecchi Georg von Frundsberg.
Nel marzo del 1944 la divisione, ancora incompleta, venne trasferita come parte del II. SS-Panzerkorps con la gemella "Hohenstaufen" sul fronte orientale per fronteggiare l'avanzata sovietica che aveva distrutto il Gruppo d'armate Centro e che ormai era giunto alle porte della Polonia, per tentare di liberare le forze tedesche, tra le quali la "Leibstandarte SS Adolf Hitler" e un Kampfgruppe della divisione "Das Reich", intrappolate a Tarnopol. Dopo durissimi combattimenti contro la testa di ponte di Buczacz, il 6 aprile, la divisione riuscì ad aprire un varco per liberare le forze tedesche; continuando poi a combattere dapprima nella regione di Tarnopol-Kovel e poi in operazioni difensive lungo il fiume Bug. Il 12 giugno l'intero II SS-Panzerkorps venne ritirato dal Fronte russo e trasferito di gran carriera in Normandia, in seguito allo sbarco delle truppe Alleate sul continente.
Giunta in Francia il 18 giugno, non riuscì a raggiungere la linea del fronte fino al 25 giugno, causa le continue incursioni dell'aviazione Alleata che ne rallentava la marcia di avvicinamento. Solamente cinque giorni dopo, forte di 13.500 uomini, la divisione iniziò a fronteggiare le forze inglesi per il controllo della strategica Collina 122. Il 10 luglio il comando operativo britannico lanciò l'Operazione "Jupiter" con l'obiettivo di conquistare definitivamente la collina: appoggiata da un massiccio spiegamento di carri armati e con l'appoggio incontrastato dei caccia, l'offensiva tuttavia non riuscì a portare i risultati sperati a causa della disperata difesa degli uomini delle SS. Il 15 luglio, la divisione "Hohenstaufen", venne trasferita in riserva, e la divisione "Frundsberg" ricevette l'ordine di estendere la propria competenza anche nel settore lasciato libero dalla "Hohenstaufen". In questo periodo l'altra Collina 113 venne occupata da unità scozzesi: in tal modo anche le posizioni intorno alla Collina 112 risultavano in pericolo; ciò nonostante a prezzo di pesantissime perdite, alla fine di luglio erano stati persi oltre 2.000 uomini, la linea difensiva tedesca continuava a reggere.
Dopo alcuni giorni di riposo, il 6 agosto la divisione ricevette l'ordine di trasferirsi nell'area di Mortain per fronteggiare l'avanzata statunitense. Nonostante gli attacchi tedeschi su Domfront e Fromentel, l'avanzata americana raggiunse la cittadina di Argentan: si formò in tal modo la Sacca di Falaise. Nelle settimane successive, dopo aver attraversato l'Oissel tra il 25 e il 27 agosto, la divisione venne impegnata in continue operazioni difensive per mantenere aperto un varco per permettere alle altre forze tedesche rimaste intrappolate di sfuggire all'annientamento. Successivamente, dopo aver attraversato la Senna e la Somme, la divisione venne trasferita nei Paesi Bassi, nell'area di Arnhem e Nimega per un meritato periodo di riposo.
Sempre insieme alla "Hohenstaufen" la "Frundsberg", a partire dal 17 settembre, si ritrovò a fronteggiare il più ambizioso attacco aviotrasportato alleato della guerra, l'Operazione Market Garden; attestatisi a Nimega con l'obiettivo di difendere il ponte sul Waal, gli uomini delle SS, dopo aver respinto diversi attacchi condotti dalle forze inglesi, fecero ritorno ad Arnhem, questa volta per fronteggiare l'attacco inglese proveniente da nord. Durissimi combattimenti strada per strada nelle cittadina di Elst, costrinsero i tedeschi ad abbandonare le proprie posizioni, ma un deciso contrattacco nei giorni successivi portò alla distruzione quasi totale dell'intera forza paracadutista alleata.
Il 18 novembre la divisione, particolarmente sotto organico per le pesanti perdite subite in Normandia e ad Arnhem, venne trasferita ad Aquisgrana, in Germania, per un periodo di riposo e per ricevere i necessari rimpiazzi: durante il mese di dicembre la forza divisionale raggiunse i 15.500 uomini. Tra il dicembre 1944 e il gennaio 1945, la "Frundsberg" entrò in azione presso Linnich e Geilenkirchen, e presso Jülich a nord-est di Aquisgrana. In gennaio, trasferita nell'alto corso del Reno, come parte del Gruppo d'armate Niederrheim, venne destinata a forze di riserva nell'operazione Nordwind ("Vento del Nord"); a metà del mese, dopo aver attraversato il Reno e essersi diretta su Gambsheim, la "Frundsberg" riuscì ad attraversare il Moder (24 gennaio) e ad occupare l'area tra Hagenau e Kaltenhaus, facendo diversi prigionieri. Nonostante gran parte della propria forza fosse ora costituita da giovani soldati privi di esperienza del fronte, i soldati della "Frundsberg" continuarono a dimostrare lo stesso spirito combattivo dei precedenti anni di guerra.
Il 10 febbraio 1945 la divisione fece ritorno sul Fronte Orientale, in un momento particolarmente critico: aggregata al III SS-Panzerkorps, nella controffensiva tedesca denominata Operazione "Sonnenwende" ("Solstizio d'inverno"), la divisione, dopo un durissimo mese di combattimenti tra Stargard e Fürstenwalde, venne costretta a ritirarsi al di là dell'Oder, presso Stettino.
Dopo essere stata destinata al Gruppo d'armate "Weichsel", a metà aprile la "Frundsberg" fece ritorno al fronte nell'area di Dresda, per cercare di limitare gli attacchi dell'Armata Rossa in quella direzione del fronte; rimasta circondata a Spremberg, nella prima metà di aprile, ricevette l'ordine, direttamente dal Quartier Generale del Führer di rompere l'accerchiamento e di ricucire la linea del fronte che era stata spezzata in diversi punti: il comandante Heinz Harmel, resosi conto che tale ordine equivaleva ad un vero e proprio suicidio, decise di ignorare tali ordini, e una volta rotto l'accerchiamento, con le poche forze rimastigli, si diresse su Berlino, dove si stavano raggruppando gli ultimi resti dell'esercito tedesco. Assunte le posizioni difensive nei pressi di Dresda, Harmel, per il suo rifiuto ad assecondare gli ordini di Hitler venne destituito dal comando dal Feldmaresciallo Ferdinand Schörner che assunse brevemente il comando diretto della divisione.
I resti della "Frundsberg" al comando dell'SS-Obersturmbannführer Franz Roestel, vennero infine aggregati alla 4. Panzerarmee del Gruppo d'armate Centro nel tentativo di rallentare, inutilmente, l'avanzata sovietica. Dopo aver distrutto alcuni T-34 gli ultimi panzer vennero distrutti dagli stessi uomini della "Frundsberg" per evitarne l'onta della cattura, dopodiché i superstiti si diressero verso ovest per arrendersi agli statunitensi.

## Teatri operativi
- Francia (formazione e addestramento), gennaio 1943 - marzo 1944
- Fronte orientale, marzo-giugno 1944
- Fronte occidentale, luglio 1944 - gennaio 1945
- Fronte orientale, gennaio-maggio 1945

## Decorati con la Croce di Cavaliere
In totale furono 13 gli uomini decorati con la Croce di Cavaliere della Croce di Ferro.

## Comandanti
- SS-Standartenführer Michael Lippert (gennaio 1943 - 15 febbraio 1943)
- SS-Gruppenführer Lothar Debes (15 febbraio 1943 - 15 novembre 1943)
- SS-Gruppenführer Karl Fischer von Treuenfeld (15 novembre 1943 - 27 aprile 1944)
- SS-Brigadeführer Heinz Harmel (27 aprile 1944 - aprile 1945)
- SS-Obersturmbannführer Franz Roestel (aprile 1945 - 8 maggio 1945)